# Snježana Pejčić
Snježana Pejčić (n. 13 iulie 1982, Rijeka, Republica Socialistă Croația, RSF Iugoslavia) este o trăgătoare de tir ce a reprezentat Croația, medaliată olimpică. A participat la 4 ediții ale Jocurilor Olimpice (2008, 2012, 2016, 2020) în care a câștigat o medalie de bronz.